# 水色车辆基地

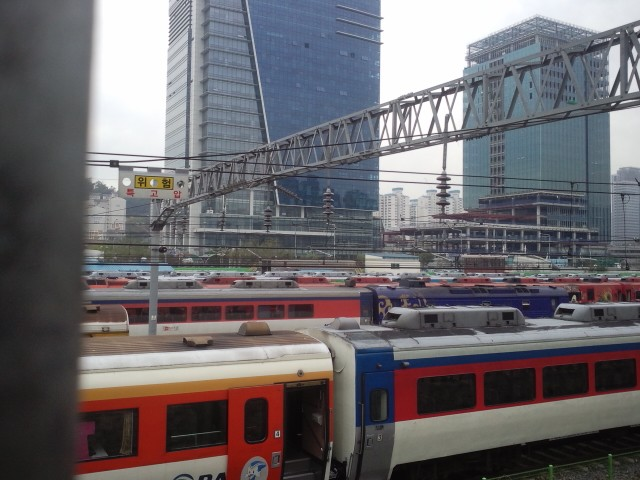
水色车辆基地内停放的客车

水色车辆基地（：／ Susaek Charyang Saeopso */?）是韩国铁道公社位于首尔恩平区水色洞的一个车辆段，在京义线数码媒体城站附近，连接水色站和加佐站。这个车辆段主要用于行走于京釜线、湖南线、长项线的新村号和无穷花号列车及部分铁路货车的修理维护和停放，同时也承担退役列车的临时存放。